# Physcomitrium bukobense
Physcomitrium bukobense là một loài Rêu trong họ Funariaceae. Loài này được (Broth.) Fife mô tả khoa học đầu tiên năm 1982.